# Pseudoliparis swirei
Espèce
Pseudoliparis swirei, la Limace de mer des Mariannes, est une espèce de poissons de la famille des Liparidae.

## Description
Ce poisson a la peau transparente, et de petits yeux peu efficaces ; il utilise sûrement des barbillons sensoriels autour de sa bouche pour capter les vibrations de l'eau et repérer ses proies.

## Un record de profondeur
Plusieurs spécimens de Pseudoliparis swirey ont été pêchés entre 6 898 et 7 966 mètres de profondeur et d'autres ont été filmés à 8 130 mètres. Ces chiffres battent le record du poisson découvert le plus en profondeur en océan.

## Classification
Le nom valide complet (avec auteur) de ce taxon est Pseudoliparis swirei Gerringer (d) & Linley (d), 2017,.

### Étymologie
Son épithète spécifique, swirei, lui a été donnée en l'honneur de Herbert Swire (1851-1934)

### Publication originale
- (en) Mackenzie E. Gerringer, Thomas D. Linley, Alan J. Jamieson, Erica Goetze et Jeffrey C. Drazen, « Pseudoliparis swirei sp. nov.: A newly-discovered hadal snailfish (Scorpaeniformes: Liparidae) from the Mariana Trench », Zootaxa, Magnolia Press (d), vol. 4358, no 1,‎ 28 novembre 2017, p. 161-177 (ISSN 1175-5334 et 1175-5326, OCLC 49030618, PMID 29245485, DOI 10.11646/ZOOTAXA.4358.1.7, lire en ligne).